# Adparaproba
Adparaproba is een geslacht van wantsen uit de familie van de Miridae (Blindwantsen). Het geslacht werd voor het eerst wetenschappelijk beschreven door José Cândido de Melo Carvalho in 1987.

## Soorten
Het genus bevat de volgende soorten:

- Adparaproba binotata (Carvalho & Ferreira, 1986)
- Adparaproba boliviana (Carvalho, 1987)
- Adparaproba carioca (Carvalho, 1987)
- Adparaproba dispersa (Carvalho, 1987)
- Adparaproba gabrieli (Carvalho, 1987)
- Adparaproba itatiaiana (Carvalho, 1987)
- Adparaproba larensis (Carvalho, 1988)
- Adparaproba novateutonia (Carvalho, 1987)
- Adparaproba peruana (Carvalho & Ferreira, 1972)
- Adparaproba piranga (Carvalho, 1987)
- Adparaproba singularis (Carvalho & Gomes, 1969)
- Adparaproba venezuelana (Carvalho, 1988)
- Adparaproba yungensis (Carvalho, 1990)